# Diego Rísquez
Diego Rísquez Cupello (Juan Griego, Estado Nueva Esparta, 15 de diciembre de 1949 - Caracas, Venezuela, 13 de enero de 2018) fue un director de cine venezolano.

## Biografía

### Infancia y educación
A causa del trabajo del padre la familia Rísquez Cupello residió en Italia, Suiza y Estados Unidos. Fue en Suiza donde Diego Rísquez culminó el bachillerato en 1967. Más tarde, en Caracas, ingresó a la Universidad Católica Andrés Bello. Allí comenzó y posteriormente abandonó las carreras de Derecho, Sociología y Comunicación Social. Es en esta etapa de estudiante universitario que Rísquez ubica el inicio de su vida artística. Específicamente en 1971, cuando participó en el montaje de una versión satírica de Hamlet, dirigida por el profesor Antonio Oliveri para el teatro universitario. Poco después asistió a clases de actuación con Levy Rossell e hizo teatro de calle sin diálogos con el grupo Tiempo Común de Hugo Márquez. Estas experiencias se prolongaron por dos años. A lo largo de ese tiempo Rísquez trabajó en obras como Bodas de sangre y Los mendigos, y consideró dedicarse definitivamente a la actuación. 

### Carrera
Aún en 1971 se reunió con sus compañeros de la Universidad Católica —Carlos Oteyza, Alberto D'Enjoy y Gonzalo Ungaro— y juntos formaron el colectivo Grupo Semilla que asumió la práctica cinematográfica en reacción al predominio de clases teóricas en la Escuela de Comunicación Social. El Grupo Semilla realizó una película en 16 mm llamada Siete notas (1971) que se exhibió en la muestra de cortometrajes y documentales venezolanos proyectada en el Teatro Chacaíto de Caracas en 1973. En la cinta, dirigida por Carlos Oteyza, sin diálogos y en blanco y negro se presentan siete facetas de la vida de un joven perteneciente a la clase media de Caracas. En este su primer contacto con el cine, Rísquez fue actor protagonista y también contribuyó con el guion.
A raíz de un proceso penal en 1973, por secuestro y asesinato, Rísquez fue recluido durante ocho meses en la cárcel Modelo de Caracas por el Caso Vegas Pérez, niño secuestrado y asesinado. El caso se desestima por fallas en la instrucción del expediente, ante lo cual Rísquez marchó al extranjero. Esta caso, siempre se cuestionó dado el poder económico de los involucrados en el crimen. Durante los dos años que pasó fuera del país vivió en Francia e Italia, y viajó por Malasia, Tailandia, Singapur e Indonesia. En Francia fue actor en el Teatro N de París, dirigido por Emilio Galli. Con ellos actuó en espectáculos sin textos que daban prioridad a la improvisación y la expresión corporal. En esa misma ciudad realizó un taller con Robert Wilson, quien experimentaba ya con la comunicación no verbal y preverbal. En Roma se encargó de fotografiar eventos organizados por la Galería L’Atico en la víspera de la transvanguardia italiana, movimiento asociado a discursos posmodernistas que haría de esa galería uno de sus escenarios. Todavía en Italia conoció al estadounidense Jack Smith, pionero del underground norteamericano de los años 60. Este cineasta, escritor, fotógrafo y precursor del performance contrató a Rísquez como fotógrafo para realizar una obra en diapositivas de nombre La historia de Roma.
En 1975 regresó a Venezuela. Al retomar sus labores creativas dispuso de los recursos que encontró a su alcance: cámara fotográfica, proyector de diapositivas, objetos elaborados por él mismo, el jardín y las habitaciones de su casa. Entre sus motivos se hallaban, ya desde esa época, los colores de la bandera nacional, la naturaleza tropical, los héroes de la independencia venezolana y los símbolos patrios. A esta etapa corresponden un conjunto de ensamblajes en materiales diversos que el autor en ocasiones fotografiaba y reproducía en fotocopias a color. Igualmente en este período Rísquez comenzó a desarrollar performances y happenings. Estas actividades fueron apoyadas por la periodista Margarita D'Amico, quien curó muestras dentro y fuera de Venezuela donde se exhibieron trabajos de Rísquez. También por los artistas plásticos Claudio Perna y Alejandro Otero.
En 1979 tres de las obras de Rísquez se mostraron en Buenos Aires como parte de la exposición colectiva 20 artistas venezolanos de hoy. Entre ellas documentación de una acción en vivo sobre Simón Bolívar mediante una serie de 14 Xerox en color, cuerda y caballito. Además, Rísquez envió Poema para ser leído bajo el agua, un filme Súper-8 transferido a vídeo y A propósito del hombre del maíz, vídeo performance realizado en el Festival de Caracas. 
La referida película Poema para ser leído bajo el agua (1977) había participado ya en el II Festival Internacional de Cine de Vanguardia Súper 8 de Caracas en 1977. Se trataba de la segunda edición de un evento impulsado por los realizadores venezolanos de filmes en ese pequeño formato, y dirigido por Julio Neri y Mercedes Márquez. En 1976, durante el primero de estos festivales, Rísquez se presentó en calidad de invitado con la obra A propósito de Simón Bolívar (1976), que el director cuenta como la primera de su filmografía. Conocido como Simón Bolívar haciendo pipí, este trabajo integraba la proyección Súper-8 con la actuación en vivo de Rísquez, quien duplicaba sobre el escenario de la Cinemateca Nacional la imagen de sí mismo proyectada sobre la pantalla. Según recuerda el director, este performance multimedia «también llevaba una escultura que echaba agua». Por su aproximación a la figura del Libertador, A propósito de Simón Bolívar fue censurado por la Gobernación del Distrito Federal, uno de los patrocinantes del festival. 
El conjunto de la producción y las actividades de difusión del cine Súper-8 que tuvo lugar entre la segunda mitad de los años 70 y fines de los años 80 fue plataforma para la labor cinematográfica de Rísquez desde sus fases iniciales. Como agente del desarrollo del Súper-8 ejerció diversas funciones en las películas realizadas por sus amigos y compañeros superocheros. De acuerdo con sus declaraciones colaboró en guiones, fue actor, director de arte, director de fotografía, y promotor. Mientras que en formato Súper-8, o con empleo de proyecciones en Súper-8, realizó siete de las diez obras que conforman su filmografía: los cortometrajes A propósito de Simón Bolívar (1976), Poema para ser leído bajo el agua (1977), Radiografías de naturalezas vivas (1977), A propósito de la luz tropikal, homenaje a Armando Reverón (1978), A propósito del hombre del maíz (1979); y los largometrajes Bolívar, sinfonía tropikal (1980) y Orinoko, Nuevo Mundo (1984). Al tiempo, los festivales y eventos dedicados al Súper-8 ofrecieron escenarios para la difusión de cinco de estas películas. 
Dirigida y protagonizada por Rísquez, Poema para ser leído bajo el agua cuenta sin diálogos, según explica el director: «La historia de amor entre una sirena que llega a la orilla del mar Caribe y el hombre que la conquista». En cambio, A propósito de la luz tropikal, homenaje a Armando Reverón no tiene una historia que narrar. Concebida como muestra de admiración hacia el pintor, este cortometraje pretende registrar en el filme la luz del trópico que Reverón recreó durante el «período blanco» de su trayectoria.
Por su parte Radiografías de naturalezas vivas y A propósito del hombre del maíz fueron componentes de dos espectáculos multimedia de iguales nombres. El primero exhibió se en el espacio anexo de la Sala Mendoza de Caracas, desde el 22 de septiembre y hasta el 9 de octubre de 1977, elementos como el «kambur» y el «keso blanco», dispuestos junto a sus propias radiografías, mientras corría la proyección de película Súper-8. Dos años después, A propósito del hombre del maíz se presentó en la Universidad Central de Venezuela, durante la muestra de vídeo del Festival de Caracas organizada por Margarita D'Amico. En esta obra la película en Súper-8 hace parte de una puesta en escena que incluye también vídeos, diapositivas, música electrónica, 200 kilos de maíz, y la actuación de Rísquez en medio del escenario y en interacción con el público. 
Con el inicio de los años 80 Diego Rísquez estrenó su primer largometraje: Bolívar, sinfonía tropikal. Este filme épico fue premiado en el Festival Nacional de Cine de Mérida de 1980 y en el V Festival Internacional del Nuevo Cine Súper-8 de Caracas ese mismo año. Bolívar… reproduce la iconografía patriótica según pinturas de Tito Salas, Centeno Vallenilla, Juan Lovera, Martín Tovar y Tovar, Cristóbal Rojas y Arturo Michelena. Asimismo, pone en escena episodios de la historia de la independencia venezolana tomados de los libros de texto escolares. Filmada en Súper-8, sin diálogos, la cinta fue ampliada más tarde a 35 mm. Tal circunstancia significó la presencia durante dos años seguidos de esta misma película en dos ediciones consecutivas (1981 y 1982) de la Quincena de Realizadores del Festival de Cannes. 
Bolívar, sinfonía tropikal es la primera parte de la llamada «Trilogía americana», o «Tríptico» como prefiere identificarlo Rísquez. A Bolívar… le siguieron Orinoko, Nuevo Mundo (1984) y cuatro años después Amérika, terra incógnita. 
Orinoko, Nuevo Mundo también fue filmada en Súper-8 y luego ampliada a 35 mm. Su guion resultó del trabajo conjunto entre Rísquez y el investigador y curador Luis Ángel Duque. En la película el río Orinoco es eje de los 300 años de historia que principian con la llegada de Cristóbal Colón y alcanza los tiempos precedentes al período independentista venezolano. 
Amérika, terra incógnita, a diferencia de las dos anteriores, no se rodó en Súper-8 sino en Súper-16, ampliada luego a 35 mm. Luis Ángel Duque colaboró aquí otra vez con Rísquez en la escritura del guion. Este último filme de la trilogía se concentra en las secuelas de la conquista de América en territorio europeo, y ya no en los efectos de la presencia europea en suelo americano. Esto, por intermedio de la anécdota del conquistador que vuelve a Europa para ofrecer a la Corona los tesoros del Nuevo Mundo. Entre ellos, el indio de quien se enamora la princesa de la corte y que concibe con ella «el primer príncipe bastardo americano en una corte europea».
Cada obra de la trilogía fue exhibida en el Festival de Cannes. Cada una reseñada por la revista especializada francesa Cahiers du Cinéma. Orinoko… se proyectó comercialmente en París. Amérika… lo hizo en esa ciudad y en Nueva York. Ya en ese entonces Rísquez admitió que, lo que él llamaba «las tournés de prestigio» por escenarios y festivales internacionales favorecieron la exhibición de sus películas en algunas salas venezolanas. A la par, la promoción de esos logros apuntaló el interés de periodistas y críticos locales en relación con la figura y obra de Rísquez. Sucesivamente, además, funcionó como aval frente las autoridades del gobierno que disponían los subsidios a la actividad cinematográfica nacional. 
Así, la producción de Bolívar no consiguió asistencia financiera del Estado —aunque Rísquez sí logró apoyo oficial para su ampliación de Súper-8 a 35 mm—. Ni su posterior prestigio bastó para que FONCINE concediera un crédito a la producción de Orinoko. Pero este fondo sí tomó en cuenta el segundo largometraje de Rísquez más tarde, a la hora de repartir los créditos de terminación e incentivos. Luego, Amérika ya fue merecedora de un crédito de producción. Y lo mismo sucedió con la próxima película dirigida por Rísquez: Karibe kon tempo. (La Rosa, 1997: 80, 85 y 106).
Karibe kon tempo (1994) es evaluada por Rísquez como la película de transición que realizó con el fin de superar la etapa de la trilogía. En su cuarto largometraje por primera vez el director rodó en 35 mm y partió de un guion con diálogos y situaciones contemporáneas. El protagonista de Karibe… es un pintor que se aísla para vivir de acuerdo a sus principios, y que reniega de las relaciones sociales y comerciales vinculadas a su oficio. 
A lo largo de estos años como director de cine Rísquez adelantó otras actividades en los ámbitos de las artes escénicas y plásticas. En 1979 fue dirigido por Temístocles López en el espectáculo musical Los caballeros de la mesa redonda. También creó una «escultura viviente» en el Castillete de Reverón, con la actuación de Gastón Barbou en el papel del pintor, el empleo de dos muñecas de Reverón, y la proyección del cortometraje A propósito de la luz tropikal, homenaje a Armando Reverón. En 1983 Rísquez encarnó a Francisco de Miranda en Miranda en La Carraca. Este performance basado en la pintura de Arturo Michelena lo ofreció durante la muestra colectiva Autorretrato organizada por la Galería de Arte Nacional. Un año después estuvo presente en el Museo de Arte Contemporáneo de Caracas con El viaje inverso. Este título identificó una intervención colectiva que recreaba otra, realizada por Rísquez y un grupo de artistas en 1983 al Pabellón de Venezuela de la Bienal de Venecia. Todavía en 1984 fue jurado de la sección dedicada a «Obras de Arte no objetual» del 42.º Salón de Artes Visuales Arturo Michelena en Valencia. En 1985 el performance Las meninas (o el triunfo de la representación) —concebido por Rísquez y Luis Ángel Duque— fue seleccionado para participar en el III Salón Nacional de Jóvenes Artistas. En 1987 Rísquez se contó entre los artistas que emprendieron el proyecto La conquista del espacio, con el cual Venezuela se presentó en Alemania durante una de las muestras enmarcadas en la exhibición de arte contemporáneo Documenta 8.
Ya en los años 90, Rísquez fue director de arte en cinco largometrajes venezolanos: Roraima (1993) y La voz del corazón (1997) de Carlos Oteyza, Piel (1997) de Oscar Lucien, Salserín, la primera vez (1998) de Luis Alberto Lamata, y una adaptación de Doña Bárbara dirigida por Betty Kaplan pero nunca estrenada. Lo mismo hizo en tres producciones francesas realizadas para la televisión. Junto con estos trabajos se cuentan dos más, como actor, en los largometrajes venezolanos Tierna es la noche (Leonardo Henríquez, 1990) —que Rísquez protagonizó— y Roraima (Carlos Oteyza, 1993). En 1991, Rísquez dio cuenta de sus opiniones sobre la vanguardia en Venezuela en el documental Zoológico de Fernando Venturini. Desde ese año y hasta 1995 realizó, por encargo de Cinesa, veinticuatro cortometrajes en 35 mm dedicados a artistas plásticos venezolanos. Tales cortometrajes fueron proyectados en el país como parte del noticiario de Bolívar Films. También por encargo, en 1992, dirigió el vídeo Escenario de un museo que se exhibió en el Museo de Bellas Artes durante la exposición El Espacio. Y en 1997, Descubriendo fotointervenciones, Lydia Fischer: reseña en vídeo de la muestra de fotografías originales de esta artista en la Galería Díaz Mancini de Caracas. 
Ya para entonces Rísquez pensaba dedicarle una película a Manuela Sáenz. Así lo hizo en su quinto largometraje: Manuela Sáenz, la libertadora del Libertador (2000), con guion original del poeta y autor de telenovelas Leonardo Padrón. Según Rísquez ha declarado, al realizar esta cinta concretó su proyecto personal de exaltar la abnegación e idealismo de Manuela Sáenz. Asimismo, con este estreno Rísquez consiguió el apoyo del público de su propio país como no lo había logrado con sus esfuerzos anteriores. Al tiempo, regresó a los temas históricos que le motivaron desde sus comienzos. Sobre la historia de Venezuela volverá en sus próximos proyectos: Miranda —que como Manuela fue escrita por Padrón, y es producida por Pedro Mezquita, con Hilda De Luca como Jefe de Producción. Y más adelante una película acerca del cacique Guaicaipuro. 
En paralelo al desarrollo de su filmografía y al ejercicio de su oficio de director de arte Rísquez se ha involucrado en actividades gremiales. De tal manera que en el año 2001 fue elegido presidente de la Asociación Nacional de Autores Cinematográficos (ANAC). En este cargo se desempeñó durante tres años. Al frente de la ANAC colaboró con la reforma del Reglamento de la Ley de Cinematografía Nacional vigente, y en el diseño del Anteproyecto de Reforma Parcial de la Ley de Cinematografía Nacional que fue aprobado en primera discusión durante el año 2004. 

## Filmografía
- El entierro de los valores (1970),
- El misterioso secuestro de las gafas negras (1973)
- A propósito de Simón Bolívar (1976),
- Poema para ser leído bajo el agua (1977),
- A propósito de la luz tropical (1978),
- Bolívar, sinfonía tropikal (1979),
- A propósito del hombre del maíz (1979),
- Orinoko, nuevo mundo (1984),
- Amérika, terra incógnita (1988),
- Karibe con tempo (1994),
- Manuela Sáenz (2000),
- Francisco de Miranda (2006),
- Reverón (2011).
- El malquerido (2015).

## Vida personal
Es el segundo de los cuatro hijos de Angelina Cupello Menda y el doctor Rafael Rísquez Iribarren: médico, profesor universitario, presidente de la Academia Nacional de Medicina y de la Federación Médica Venezolana. Su abuelo y bisabuelo también fueron presidentes de esa Academia. Este último, el doctor Francisco Antonio Rísquez, fue además miembro de la Academia Venezolana de la Lengua y de la Academia Nacional de la Historia, rector de la Universidad Central de Venezuela, uno de los fundadores de la Cruz Roja Venezolana, y se cuenta entre los médicos cuyos restos descansan en el Panteón Nacional. 